# Ragnitz
Ragnitz là một đô thị thuộc huyện Leibnitz trong bang Steiermark, nước Áo. Đô thị Ragnitz có diện tích 20,77 km², dân số cuối năm 2005 là281 người.
Có ba lâu đài ở Ragnitz: Schloss Frauheim, Schloss Laubegg và Schloss Rohr